# 6814 Steffl
6814 Steffl este un asteroid din centura principală de asteroizi.

## Descriere
6814 Steffl este un asteroid din centura principală de asteroizi. A fost descoperit pe 25 iunie 1979 la Siding Spring de Eleanor Francis Helin și Schelte J. Bus. Asteroidul prezintă o orbită caracterizată de o semiaxă mare de 2,83 ua, o excentricitate de 0,04 și o înclinație de 2,2° în raport cu ecliptica.